# Alucita acalyptra
Alucita acalyptra là một loài bướm đêm thuộc họ Alucitidae. Loài này có ở Nam Phi.